# 古天農
古天農（英語：Ko Tin Lung，1954年—2022年6月23日），香港資深舞台劇演員和導演、電視及電台節目主持。生前曾任中英劇團藝術總監、香港藝術發展局藝術推廣委員會主席、戲劇組主席、策略委員會委員、康文署及香港演藝學院戲劇學院之顧問委員。

## 生平
古天農早年在九龍黃大仙區成長，曾入讀彩蒲仙學校（小學部）、花地瑪英文小學和聖芳濟書院，與前規劃署署長凌嘉勤為高中同學，並一起籌辦校內戲劇活動。古天農就讀小學二年級時被老師選中到啟德遊樂場表演白天鵝匙羹舞。及後由於有一次校長責備班房內的某位同學過於嘈吵而古天農挺身而出，使校長對古留下不好的形象，加上古的成績未足以讓自己在聖芳濟書院升讀預科，最後促使他轉到新法書院完成中六預科課程且考入香港中文大學。他畢業於崇基學院社會學系，對戲劇的興趣始於自中學時代，在整段中學及大學的日子都與戲劇為伴。讀大學時便曾因常常曠課去排戲而被校方警告。1979年取得大學學位後，他曾修讀了香港大學教育文憑課程，亦曾任陳樹渠紀念中學的英文科及經濟科教師；到1983年才加入香港話劇團任全職演員，展開全職戲劇工作生涯。
古天農最初加入香港話劇團時只任職演員，後來則參與一些短劇的編導工作。首部自編自導的舞台劇名為《師生之間》。1988年，他獲亞洲文化協會的獎學金赴美國紐約研習；一年後回港，並擢升為香港話劇團助理藝術總監。他於1993年起轉到中英劇團出任的藝術總監，成為該團首任華人藝術總監。他曾先後擔任多個劇目的編、導、演工作，當中與杜國威合作的《我和春天有個約會》及《南海十三郎》最為成功，更屢次在舞台重演，成為本港最受歡迎的舞台劇。 
2022年6月23日，古天農被發現於睡夢中離世，死訊於當日經由杜國威宣布，警方相信事件無可疑，暫未能確認死因。

## 編寫或執導作品

### 中英劇團
- 《始皇最後的日子》
- 《紅頂商人胡雪巖》
- 《小謫紅塵》
- 《元宵》
- 《仲夏夜之夢》
- 《悟空》
- 《冰鮮校園》
- 《相約星期二》－ 第17屆香港舞台劇獎「最佳導演（悲/正劇）」
- 《同行四分一世紀》
- 《廠出樂人谷》
- 《芳草校園》－ 第4屆香港舞台劇獎「最佳導演（喜/鬧劇）」
- 《事先張揚的求愛事件》
- 《伴我同行》 （第一步、第二步）
- 《留守太平間》

### 其他
- 《師生之間》
- 《伴我同行》
- 《我和春天有個約會》－ 第2屆香港舞台劇獎「最佳導演（悲/正劇）」
- 《南海十三郎》
- 《承受清風》
- 《中大人家》

## 監製作品
- 1994年　我和春天有個約會
- 1994年　伴我同行

## 演出作品

### 電影
- 1983年　半邊人
- 1994年　伴我同行
- 2001年　地久天長
- 2002年　男人四十　飾　國舊同學
- 2018年　大師兄　飾　張老闆
- 2023年　命案　飾　少東父親

### 舞台劇
- 《蝦碌戲班》－第2屆香港舞台劇獎「最佳男主角 (喜/鬧劇)」
- 《香港電影第一Take － 黎民偉開麥拉﹗》
- 《幸遇先生蔡》－ 飾演蔡元培
- 《謀殺遊戲》
- 《金池塘》
- 《玻璃偵探》中英劇團
- 《相約星期二》中英劇團

### 電視節目
- 1984年《獅子山下：平步青雲》飾演 阿志（香港電台電視部）
- 《頭條新聞》（香港電台電視部）
- 《古寶尋蹤》（亞洲電視）
- 《演藝界512關愛行動大匯演》（所有香港電子媒體）

## 著作
- 《天農百部》 ISBN 9789620755613

## 獎項及榮譽
- 1991年　香港藝術家年獎「舞台導演獎」
- 1991年　第二屆香港舞台劇獎「最佳導演（悲/正劇）」《我和春天有個約會》
- 1991年　第二屆香港舞台劇獎「最佳男主角 （喜/鬧劇）」《蝦碌戲班》
- 1994年　香港戲劇協會「十年傑出成就獎」
- 1995年　第四屆香港舞台劇獎「最佳導演（喜/鬧劇）」《芳草校園》
- 2006年　以「推動文化藝術發展傑出人士」的身份獲頒「民政事務局局長嘉許獎狀」
- 2008年　第十七屆香港舞台劇獎「最佳導演（悲/正劇）」《相約星期二》

## 外部連結
- 中英劇團（页面存档备份，存于）